# لنگر (جماعت)
لنگر جماعت و شهرکی در شمال تاجیکستان است که در ناحیهٔ کوهستان مست‌چاه ولایت سغد قرار دارد. جمعیت این جماعت ۶٫۴۴۰ نفر است.